# Carl Jansson
Carl Olof Jansson (Korsberga (Västergötland)), 17 mei 1890 - Wahoo (Nebraska), 23 maart 1978) was een Zweedse timmerman, aannemer en socialist die bekendstond als overlevende van de RMS Titanic.
Jansson werd geboren als zoon van Alfred Jansson en Charlotta Svensson in Korsberga (Västergötland). Hij had vier broers en zussen, Erik, Vitalis, Hanna en Ossian. In 1912 woonde hij in Örebro tot hij op 10 april als passagier in de derde klasse in Southampton aan boord ging van de RMS Titanic om in Nebraska bij zijn broer in Saunders County te gaan wonen. Hij verliet Zweden zonder toestemming van de autoriteiten om aan zijn dienstplicht in het leger te ontkomen. Hij kocht bij een overstap in Kopenhagen reispapieren en de bootticket. Hij reisde samen met mede-socialisten August Wennerström en Gunnar Tenglin.
Op de nacht van 14 april 1912, sliep Jansson al toen het schip om 23:39 uur tegen een ijsberg botste. Hij haastte zich naar het dek om in een reddingsboot te komen, maar bemanningsleden weigerden hem een plek, omdat deze enkel waren bestemd voor vrouwen en kinderen. Hij keerde terug naar zijn cabine om zijn spullen te verzamelen, maar omdat het water al binnenkwam, vertrok hij met enkel een horloge. Volgens een bron uit 1912 was hij ooggetuige toen eerste stuurman William MacMaster Murdoch in de chaos een pistool in zijn mond stak en zelfmoord pleegde, maar andere bronnen of getuigen melden hier niets over. Toen alle sloepen eenmaal waren vertrokken om 2:05 uur, haastte Jansson zich met Wennerström naar het achterdek, voordat ze over de railing stapten en in het water sprongen. In het ijskoude water hield hij zich met circa twintig anderen urenlang vast aan een gevallen reddingsvlot. Jansson zag hoe een voor een het leven liet en zodoende de boot losliet. Toen eenmaal genoeg mensen waren overleden, kon het vlot omgekeerd worden en vonden de drenkelingen een plek in het vlot. Andere personen die uit het water een plek bemachtigden in een sloep, waren personen van verschillende nationaliteiten en klassen. Een ander lid was Rhoda Mary Abbott. Om zeven uur 's ochtends werd hij pas uit het water gehaald en verzorgd op de Carpathia. Op dat moment was hij zwaar onderkoeld. Jansson is, net zoals Wennerström, een van de minder dan vijftig personen die levend uit het water is gehaald.
Eenmaal in New York aangekomen werd hij door de White Star Line voorzien van kleding en 10 dollar. Hij werd gebracht naar de Salvation Army's Cadet School, waar hij nog eens 25 dollar in ontvangst nam van een comité. Op 24 april reisde hij met Oscar Hedman en Anna Sjöblom af naar Chicago, om uiteindelijk zijn vestiging te nemen bij zijn broer in Nebraska. Hij veranderde zijn naam in Carl Johnson en hervatte zijn werk als timmerman, en later als aannemer. Hij keerde nooit meer terug naar Zweden.
Jansson trouwde op 3 mei 1923 met Edith Syverson. Het koppel kreeg geen kinderen. Hij stierf op 87-jarige leeftijd aan een herseninfarct.